# (24923) Claralouisa
(24923) Claralouisa est un astéroïde de la ceinture principale.

## Description
(24923) Claralouisa est un astéroïde de la ceinture principale. Il fut découvert le 5 mars 1997 à Socorro (Nouveau-Mexique) par le projet LINEAR. Il présente une orbite caractérisée par un demi-grand axe de 2,32 UA, une excentricité de 0,11 et une inclinaison de 4,2° par rapport à l'écliptique.

## Compléments